# Jean-Claude Juncker
Jean-Claude Juncker (n. 9 decembrie 1954, Redingen⁠(d), Diekirch, Luxemburg) este un politician creștin-democrat luxemburghez, prim-ministru al Luxemburgului între 20 ianuarie 1995 și 4 decembrie 2013. La data încetării mandatului său era premierul european cel mai vechi în funcție, aflat la guvernare timp de 18 ani.
În cadrul UE a fost până în 2013 președintele Euro-Grupului, o reuniune a miniștrilor de finanțe din statele care au adoptat moneda euro. Juncker a fost și ministru de finanțe luxemburghez între 1989-1995.
În iulie 2013, ca urmare a unui scandal politic legat de presupusa activitate necontrolată a serviciului secret luxemburghez (SREL), Juncker și-a anunțat demisia din funcția de prim-ministru.
La data de 15 iulie 2014 Juncker a fost ales de Parlamentul European în funcția de președinte al Comisiei Europene. A obținut 422 din cele 729 de voturi exprimate (751 în total), pragul necesar alegerii fiind de 376 de voturi. Și-a început mandatul în data de 1 noiembrie 2014, ca succesor al lui José Manuel Barroso. În data de 27 iunie 2014, în urma alegerilor europarlamentare din 2014, Juncker fusese propus de Consiliul European pentru funcția de președinte al Comisiei Europene.

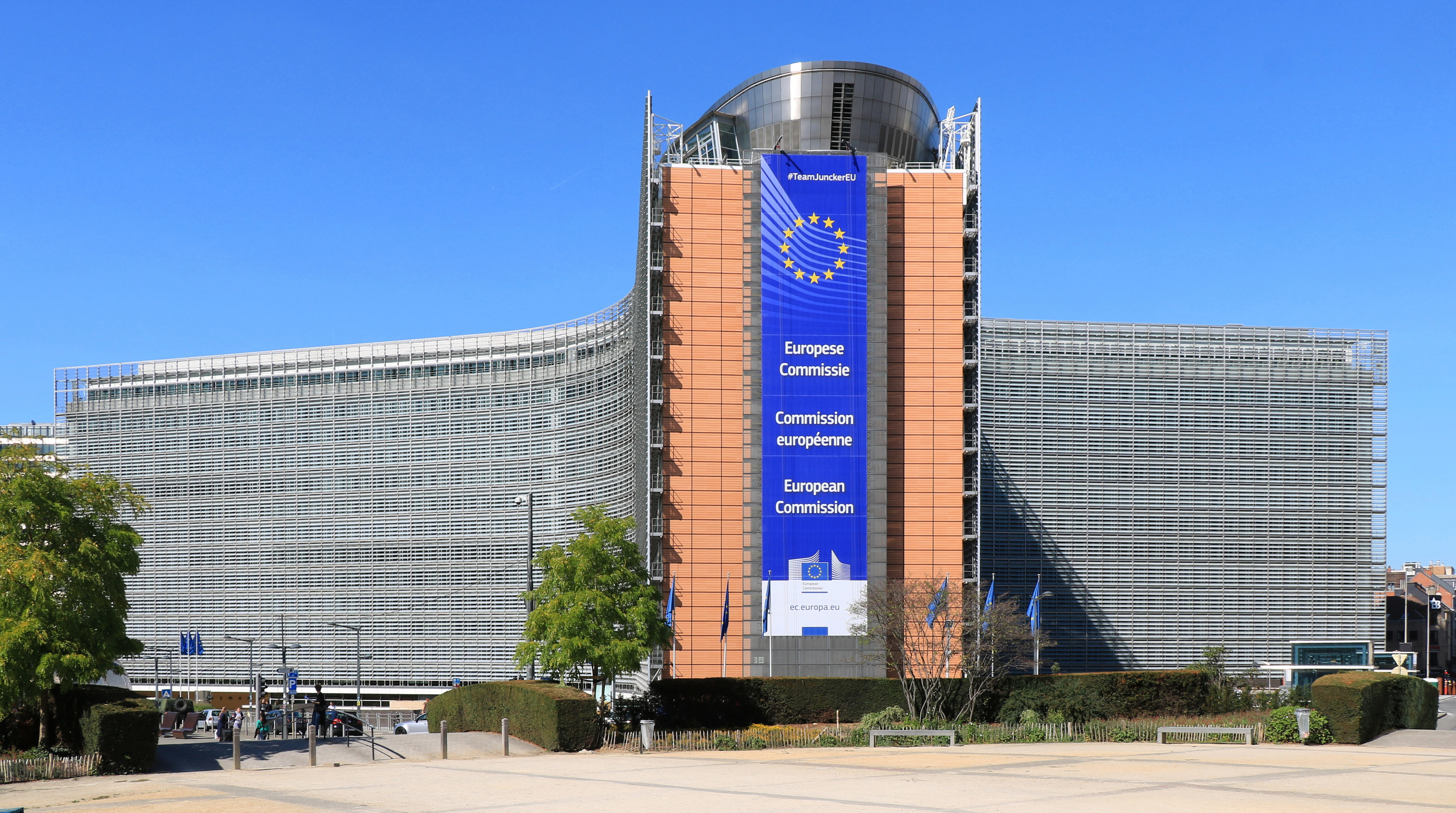
Comisia Europeană

## Legături externe
- Biography la Wayback Machine (archived 19 februarie 2010) at the Luxembourg Government
- some Reuters articles Arhivat în 16 iunie 2014, la Wayback Machine.
- Profile: EU's Jean-Claude Juncker; BBC News
- As Commission President, I will set myself five priorities, Jean-Claude Juncker Arhivat în 7 ianuarie 2019, la Wayback Machine.
- Apariții pe C-SPAN